# 能登屋亮一
能登屋亮一（のとや りょういち、1963年1月22日 - ）は、元・競艇選手。登録番号3147。54期。埼玉支部所属。

## 来歴・人物
常にアウト寄りのコースからのスタートするアウト屋であった。スタート力があり、選手生活の中で数えるほどしかフライングを切ったことがなかった。1999年2月11日江戸川競艇場で行われた関東地区選手権で、悪天候により2周回に短縮された中で1コースからコンマ09のタイミングでイン逃げで記念初優勝を決めた。2002年2月末をもって引退。

## G1タイトル
- 関東地区選手権（1999年・江戸川競艇場）

## 戦績
- 出走回数：3722回
- 1着回数：632回
- 優出回数：76回
- 優勝回数：11回
- フライング(F)回数：5回
- 出遅れ(L)回数：1回
- 通算勝率：5.53
- 2連対率：36.30
- 3連対率：55.16
- 生涯獲得賞金：343,607,521円